# SoftServe

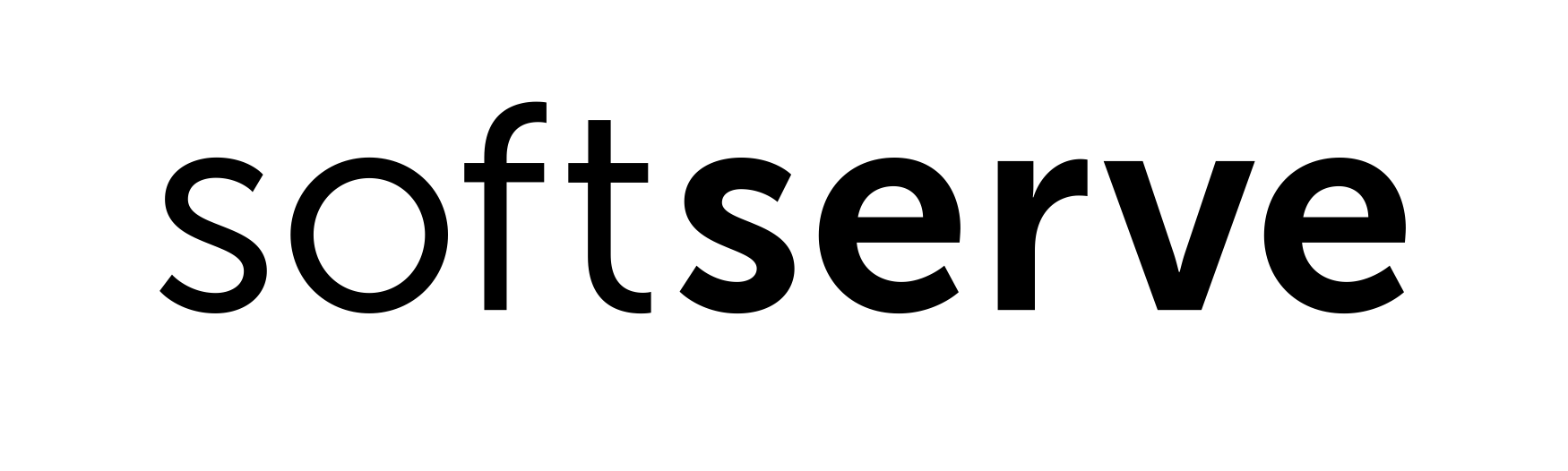
Logo firmy

SoftServe – międzynarodowa firma technologiczna, założona w 1993 roku we Lwowie na Ukrainie. Specjalizuje się w usługach doradczych w zakresie rozwoju oprogramowania. SoftServe zmienia sposób, w jaki przedsiębiorstwa na całym świecie prowadzą swój biznes  – zarówno firmy z listy Fortune 500, start-upy, jak i niezależni dostawcy oprogramowania (ISV). Firma działa w obszarze Big Data, IoT, Cloud computing, DevOps, Machine Learning, R&D, AI, Business Intelligence, e-commerce, rozszerzonej rzeczywistości, bezpieczeństwa oraz user experience. Przedsiębiorstwo zatrudnia ponad 12 000 osób w biurach na terenie Stanów Zjednoczonych, Europy, Azji oraz Ameryki Południowej, m.in. w swoich siedzibach w Austin w Teksasie i we Lwowie na Ukrainie. SoftServe to jedna z największych firm w Europie Środkowo-Wschodniej, specjalizujących się w rozwijaniu oprogramowania, a także największa firma outsourcingowa IT na Ukrainie.
Pierwsze biuro SoftServe w Polsce zostało otwarte w 2014 roku we Wrocławiu. Na koniec 2021 roku firma zatrudniała ponad 900 osób w 7 lokalizacjach - we Wrocławiu, Gliwicach, Warszawie, Łodzi, Gdańsku, Białymstoku i Krakowie.

## Historia
Firma SoftServe została założona w 1993 roku we Lwowie na Ukrainie przez dwóch studentów Politechniki Lwowskiej. Początkowo przedsiębiorstwo było wspierane przez Rensselaer Polytechnic Institute Incubator Center, a jego pierwszym znanym klientem była firma General Electric. Swoje pierwsze biuro w Stanach Zjednoczonych firma otworzyła w 2000 roku. SoftServe odegrało kluczową rolę w budowie usługi Microsoft Bird's Eye w 2004 roku. W usłudze zastosowano tę samą koncepcję, która była później używana przez Google dla Google Street View. W ramach prac nad projektem firma została także zaproszona do zabrania głosu na corocznej konferencji Microsoft. Przedstawiciele SoftServe zaprezentowali na niej przykłady aplikacji biznesowych, które mogą być wdrażane przez korporacje technologiczne.
Pierwsze biuro SoftServe w Polsce zostało otwarte w 2014 roku we Wrocławiu. W styczniu 2017 roku SoftServe przejęło wrocławską firmę Coders Centre, za kwotę od 1,5 do 3 milionów $. W 2018 roku firma otworzyła nowe biura w Gliwicach i Białymstoku, z kolei w marcu 2020 roku przeniosła się do nowej siedziby głównej we Wrocławiu – biurowca CU Office przy ul. Jaworskiej. Rok 2021 to okres intensywnego rozwoju i ekspansji w kilku nowych miastach – nowe oddziały zostały otwarte w Warszawie, Gdańsku, Łodzi i Krakowie.

## Wzrost
Szacuje się, że przychody firmy w 2018 roku przekroczyły granicę 250 milionów dolarów. Do końca 2020 roku, pomimo globalnej pandemii, firma wzrosła o co najmniej 20%, osiągając szacunkowo 450 milionów dolarów przychodów. Celem firmy jest osiągnięcie rocznego przychodu w wysokości 1 miliarda dolarów do 2025 roku.